# Cap de la Ribera
El Cap de la Ribera és un indret del terme municipal de la Torre de Cabdella, dins del seu terme primigeni, al Pallars Jussà.
Està situat al capdamunt del riu de Filià, on neix aquest riu. És sota -nord-est- de la Serra des Tres Pessons, en el vessant nord del Tossal de les Tres Muntanyes i nord-est del Tossal Llarg.